# Arbutus Ridge

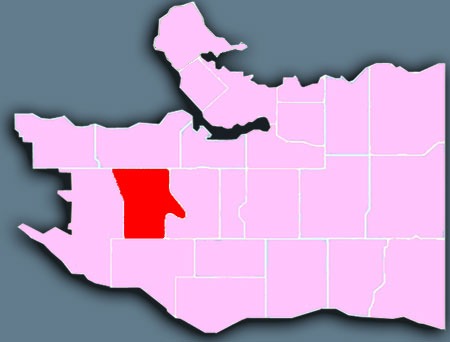
Poloha čtvrti Arbutus Ridge

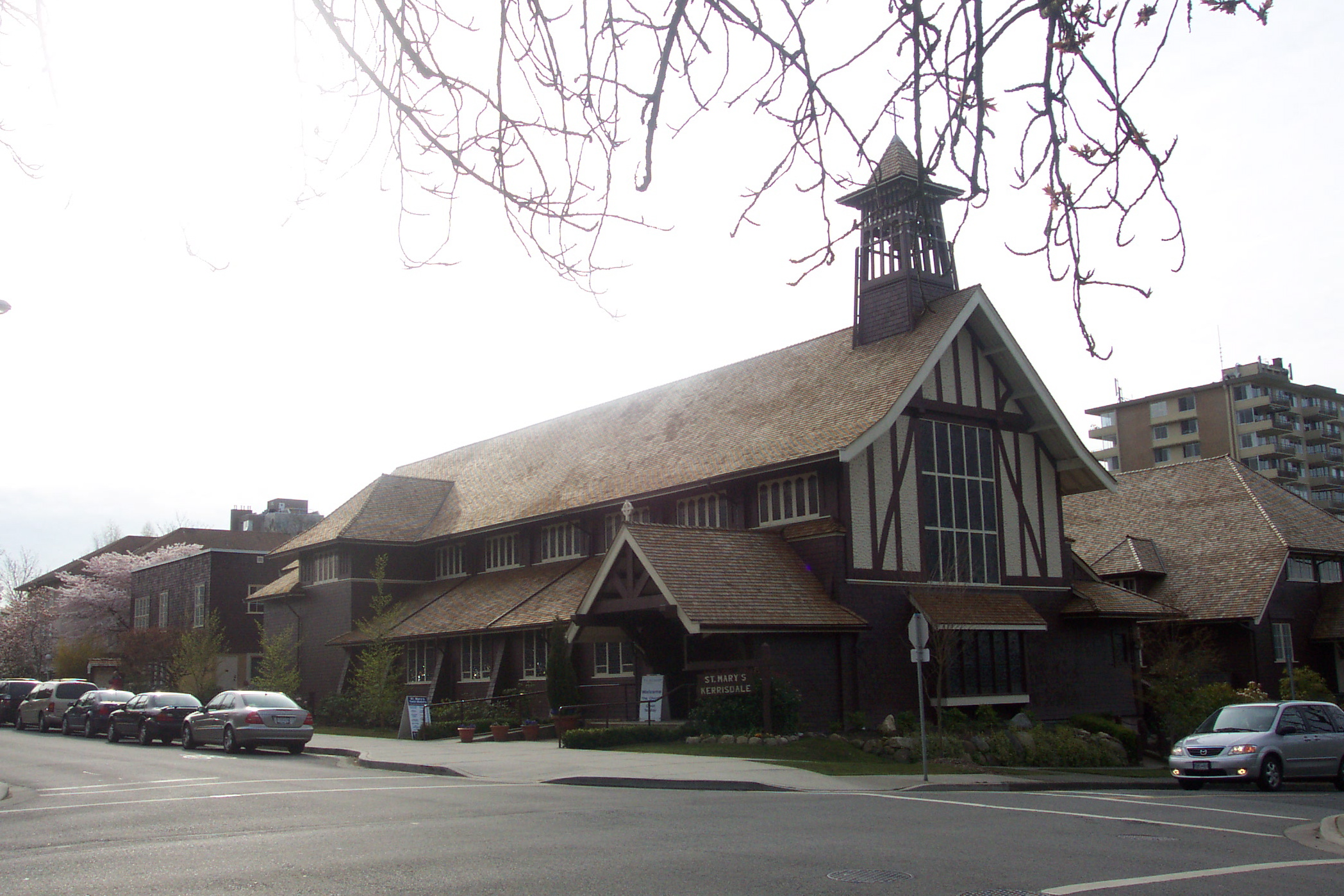
Anglikánský kostel St.Mary's Kerrisdale

Arbutus Ridge je zámožná městská část na západě kanadského města Vancouver. Nachází se uprostřed oblasti nazývané West Side. Ze severu ji ohraničuje 16 Avenue, z jihu 41 Avenue, Mackenzie Street ze západu a East Boulevard z východu. Charakterizují ji nadprůměrně velké rozměry pozemků, na kterých stojí okázalé domy a ulice, kde jsou vysazeny stromy po obou dvou stranách. Přestože je zde klidné zalesněné prostředí, vzdálenost do Downtownu, k univerzitě University of British Columbia, místním plážím a k různým obchodním domům v oblasti West Side je malá.
Jedním z podmětů pro růst této čtvrti byla existence tramvajové linky na trase Vancouver - Steveston, kterou v letech 1905 až 1952 provozovala společnost BC Electric Railway. Horní část Arbutus Ridge, známa jako Mackenzie Heights byla osídlena v období 10. až 30. let 20. století. Dolní část byla osídlena v období 40. až 50. let, poté, co byl její povrch srovnán těžbou ze zálivu False Creek. Anglikánský kostel St. Mary's Kerrisdale postavený v roce 1913 je jednou z kulturních památek v této městské části.

## Školství
Nachází se zde střední škola Prince of Wales Secondary School a základní školy Carnarvon Elementary School a Trafalgar Elementary School. Jedny z nejlepších soukromých škol, St. George's a York House, jsou odtud vzdálené jen pár minut.